# Antonio Medina Diezhandino
Antonio Medina Diezhandino (Carrión de los Condes, 10 de abril de 1936) es un actor español de cine, doblaje, teatro y televisión.

## Biografía
Nació en la localidad palentina de Carrión de los Condes. Prolífico actor del panorama artístico español, tanto en teatro como en cine y televisión. Comenzó su carrera interpretativa en la década de 1960; en el teatro de la mano de José Tamayo, tras haber pasado por el TEU, y seguidamente continuó una larga y prolífica carrera teatral con títulos de autores como Edgar Neville, Molière, Alejandro Casona o Fernando de Rojas. En la década de 1980 llegaría a tener compañía teatral propia.
En la gran pantalla trabajó a las órdenes de directores como Mario Camus, Antonio del Real o Pedro Costa. Trabajó todos los géneros, y pueden destacarse en su filmografía títulos como La leyenda del alcalde de Zalamea, La Celestina o Gay Club.
Rostro habitual en televisión durante más de treinta años, su estreno en la pequeña pantalla se remonta a la década de espacios dramáticos como, Estudio 1 o Teatro de siempre, para luego pasar a engrosar la lista de actores invitados o capitulares en la mayoría de las series de la época más reciente, tales como  Turno de oficio (serie de televisión),  Al salir de clase, La huella del crimen o El comisario por citar tan solo algunos ejemplos. En cambio, gozó de papeles fijos en la exitosa serie Manos a la obra y en su menos exitosa continuación Manolo y Benito Corporeision y en Aquí no hay quien viva donde dio vida al director del colegio donde prestaba sus servicios Juan Cuesta, interpretado por José Luis Gil.

## Teatro (selección)
- Cyrano de Bergerac (2000).
- Sé infiel y no mires con quién (1998).
- Don Quijote, fragmento de un discurso teatral (1992).
- Farsa de Maese Pathelin (1983)
- El despertar a quien duerme (1981).
- Inmortal Quevedo (1980)
- La fierecilla domada (1975).
- La balada de los tres inocentes (1974).
- Los secuestrados de Altona (1972).
- La vida en un hilo (1972).
- Cómo ama la otra mitad (1971/72).
- La grande y pequeña maniobra (1969).
- El caballero de las espuelas de oro (1965).
- La celestina (1965).
- Los melindres de Belisa (1963).
- Los caciques (1963).

## Filmografía
- La Celestina (1969)
- La leyenda del alcalde de Zalamea (1973)
- Odio mi cuerpo (1974)
- Don Juan (cortometraje) (1974)
- Bajo la piel (cortometraje) (1974)
- Solo ante el streaking (1975)
- La insólita y gloriosa hazaña del cipote de Archidona (1979)
- Ay, qué ruina (1979)
- Tenía yo quince años (1981)
- La azotea (cortometraje) (1981)
- Gay Club (1981)
- El poderoso influjo de la Luna (1981)
- Y del seguro... líbranos, Señor! (1983)
- El caso Almería (1984)
- Cuando Almanzor perdió el tambor (1984)
- Una tarde (cortometraje) (1984)
- Redondela (1987)
- El garañón (1989)
- Solo o en compañía de otros (1991)
- Corazón loco, (1997)
- Cha-cha-chá (1998)
- Marco Antonio, rescate en Hong Kong (2000)
- Trileros, (2003)
- Lala (cortometraje), (2009)
- Lo que tú me has hecho no me lo ha hecho nadie (cortometraje), (2012)
- Francisco: el padre Jorge, (2015)

## Actuaciones en televisión
- Platea
  - Aceite (13 de febrero de 1963)
  - El último minué (27 de febrero de 1963)
- La otra música
  - Falso milagro (15 de octubre de 1967)
- Estudio 1
  - Enrique IV (24 de octubre de 1967)
  - La hoguera feliz (13 de agosto de 1968)
  - El puente (3 de septiembre de 1968)
  - Peer Gynt (1 de octubre de 1968)
  - Isabel y Fernando (19 de octubre de 1969)
  - El farsante más grande del mundo (18 de noviembre de 1969)
  - La noche del sábado (15 de enero de 1970)
  - Las tres hermanas (14 de mayo de 1970)
  - El burgués gentilhombre (25 de diciembre de 1970) [nota 1]
  - El santo de la Isidra (14 de mayo de 1971)
  - Séneca (2 de julio de 1971)
  - La loca de Chaillot (23 de junio de 1972)
  - La vida en un hilo II (28 de septiembre de 1973)
  - Las mujeres sabias (1 de marzo de 1974)
  - Marta, la piadosa (22 de diciembre de 1975)
  - Usted puede ser el asesino (27 de junio de 1977)
  - La tercera palabra (25 de octubre de 1978)
  - Cuidado con las personas formales (13 de diciembre de 1978)
  - La dama  duende (14 de febrero de 1979)
  - Al final de la cuerda (18 de abril de 1979)
  - Un sereno debajo de la cama (30 de agosto de 1979)
  - Dinero (16 de septiembre de 1979)
  - Las tres perfectas casadas (7 de octubre de 1979)
  - Los ladrones somos gente honrada (4 de noviembre de 1979)
  - Entre bobos anda el juego (29 de noviembre de 1980)
  - Señora Ama II (14 de diciembe de 1980)
  - La serrana de la vera (13 de marzo de 1981)
  - ¡Que viene mi marido! (15 de mayo de 1981)
  - El despertar a quien duerme (18 de septiembre de 1981)
  - Malvaloca (17 de enero de 1983)
- Novela
  - El misterio del cuarto amarillo (30 de septiembre de 1968)
  - El misterio del cuarto amarillo II (1 de octubre de 1968)
  - El misterio del cuarto amarillo III (2 de octubre de 1968)
  - El misterio del cuarto amarillo IV (3 de octubre de 1968)
  - El misterio del cuarto amarillo V (4 de octubre de 1968)
  - Isabel y Fernando (12 de mayo de 1969)
  - David Copperfield X (26 de diciembre de 1969)
  - David Copperfield XI (29 de diciembre de 1969)
  - Eugenia de Montijo III (4 de marzo de 1970)
  - Eugenia de Montijo IV (5 de marzo de 1970)
  - Eugenia de Montijo V (6 de marzo de 1970)
  - Enrique de Lagardere (26 de julio de 1971)
  - Enrique de Lagardere II (27 de julio de 1971)
  - Enrique de Lagardere III (28 de julio de 1971)
  - Enrique de Lagardere V (30 de julio de 1971)
  - Enrique de Lagardere VI (2 de agosto de 1971)
  - Enrique de Lagardere VII (3 de agosto de 1971)
  - Enrique de Lagardere VIII (4 de agosto de 1971)
  - Enrique de Lagardere IX (5 de agosto de 1971)
  - Enrique de Lagardere X (6 de agosto de 1971)
  - El experimento (16 de septiembre de 1975)
- Socrate (película de televisión), (1970)
- Teatro de siempre
  - Gaudeamus (13 de abril de 1970)
  - Las alegres comadres de Windsor (19 de marzo de 1971)
- Hora Once
  - Yanko, el músico (6 de mayo de 1971)
- Pequeño estudio
  - Superchería (1971) [nota 2]
  - Periodista sin garra (24 de septiembre de 1972) [nota 3]
- Stop
  - El regreso (11 de septiembre de 1972)
- Si yo fuera rico
  - Si yo fuera ejecutivo (7 de noviembre de 1973)
- Los camioneros
  - Quince toneladas de madera y una mujer (26 de noviembre de 1973)
- Los libros
  - El Licenciado Vidriera (11 de febrero de 1974)
  - Artículos de costumbre (11 de marzo de 1974)
  - El libro del buen amor (23 de abril de 1974)
- Noche de teatro
  - Irma la dulce (26 de abril de 1974)
- Los maniáticos
  - El maldito invitado (13 de agosto de 1974)
- Cuentos y leyendas
  - La buenaventura (19 de noviembre de 1974)
  - Caballo de pica (10 de diciembre de 1974)
  - La leyenda del Caballero de Olmedo (17 de octubre de 1975)
- El teatro
  - El castillo (20 de enero de 1975)
  - Los caciques (26 de abril de 1976)
  - Antígona (2 de febrero de 1978)
  - El tintero (11 de mayo de 1978)
- Palabras cruzadas
  - El experimento (16 de septiembre de 1975)
  - Una ración de bullabesa (8 de julio de 1977)
- Curro Jiménez
  - La gran batalla de Andalucía (27 de marzo de 1977)
- Ficciones
  - Adiós, Lorenzo (15 de octubre de 1981)
- Juanita, la Larga
  - Episodio 1 (20 de abril de 1982)
  - Episodio 2 (27 de abril de 1982)
  - Episodio 3 (4 de mayo de 1982)
- El jardín de Venus
  - Pedro Saputo (3 de enero de 1984)
- La comedia
  - La señorita de Trevélez (24 de enero de 1984)
- La huella del crimen
  - El crimen de la calle Fuencarral (17 de mayo de 1985)
- Tristeza de amor
  - El viejo Werther (15 de abril de 1986)
  - El eclipse de Carlota (22 de abril de 1986)
  - Más se perdió en Cuba (29 de abril de 1986)
  - La rusa (20 de mayo de 1986)
  - Callar y coger piedras (27 de mayo de 1986)
  - Pub Chopin (3 de junio de 1986)
  - Australia, patria querida (24 de junio de 1986)
- Vísperas
  - Doña Gabriela (3 de junio de 1987)
  - Miguel (10 de junio de 1987)
  - Benito (17 de junio de 1987)
  - La rondeña (24 de junio de 1987)
  - María del Carmen y el pollo castuera (1 de julio de 1987)
  - El mellao (8 de julio de 1987)
- Recuerda cuando
  - El accidente (9 de diciembre de 1987)
- Primera función
  - Melocotón en almíbar (12 de enero de 1989)
  - Malvaloca (7 de diciembre de 1989)
- El mundo de Juan Lobón
  - Episodio 2 (21 de enero de 1989)
- Brigada central
  - El ángel de la muerte (22 de diciembre de 1989)
- Crónicas urbanas
  - La vida exclusiva (16 de abril de 1991)
- Narradores
  - Mi entierro (13 de julio de 1991)
- Tercera planta, inspecció fiscal
  - El carck (8 de abril de 1992)
- Farmacia de guardia
  - Música mientras trabaja (17 de septiembre de 1992)
- Colombo
  - Temporada 10, episodio 8: Butterfly in Shades of Grey, (10 de enero de 1994) [nota 4]
- Encantada de la vida
  - Episodio (28 de enero de 1994)
  - Episodio (28 de marzo de 1994)
  - Episodio (2 de mayo de 1994)
- Habitación 503
  - Hotel sangriento (31 de enero de 1994)
- Villa Rosaura
  - Madame Rosaura (2 de octubre de 1994)
- El día que me quieras
  - Una mujer para toda la vida (10 de enero de 1995)
- Aquí hay negocio
  - Los Bermudas (1 de agosto de 1995)
- Juntas, pero no revueltas
  - Buscando trabajo (25 de octubre de 1995)
  - Robo a domicilio (1 de noviembre de 1995)
  - En un lecho de Rosa (11 de marzo de 1996)
  - Cuestión quirúrgica (25 de marzo de 1996)
- Los ladrones van a la oficina
  - Cuarenta años de carnet (22 de noviembre de 1995)
- Turno de oficio: 10 años después
  - Un mal trago (20 de diciembre de 1996)
- Todos los hombres sois iguales
  - Nadie es perfecto (25 de marzo de 1997)
  - Nadie es perfecto, todavía (1 de abril de 1997)
- Pasen y vean
  - Julieta tiene un desliz (27 de marzo de 1997)
  - Sublime decisión (30 de junio de 1997)
- Querido maestro
  - Cuarenta de fiebre (19 de mayo de 1997)
  - Cuando llega septiembre (septiembre de 1997)
- Manos a la obra
  - ¡Cómo está el patio! (8 de enero de 1998)
  - El patio se mueve (15 de enero de 1998)
  - No trabajarás en domingo (22 de enero de 1998)
  - ¿Cumpleaños feliz? (29 de enero de 1998)
  - Residencial calé (5 de febrero de 1998)
  - El paraíso (12 de febrero de 1998)
  - Es una chica excelente... (19 de febrero de 1998)
  - Benito y médium (26 de febrero de 1998)
  - Sexo y yeso (5 de marzo de 1998)
  - El muro de Benito (12 de marzo de 1998)
  - Chapuza de oro (19 de marzo de 1998)
  - Crimen imperfecto (26 de marzo de 1998)
  - ¡Ay, qué leche! (2 de abril de 1998)
  - El premio (16 de abril de 1998)
  - El que con niños se acuesta... (23 de abril de 1998)
  - Salpicón de pollo (30 de abril de 1998)
- Al salir de clase [nota 5]
- De 9 dagen van de gier
  - Episodio 1 (12 de diciembre de 2001)
  - Episodio 3 (26 de diciembre de 2001)
  - Episodio 5 (9 de enero de 2002)
- Cuéntame cómo pasó
  - Entre beso y beso... terremoto (24 de enero de 2002)
- El comisario
  - Dos pájaros de un tiro (18 de febrero de 2004)
- ¿Se puede?
  - "El ángel de la guarda", "El probre feliz", "Madre no hay más que una" y "Onda cordial" (8 de agosto de 2004)
- Ana y los siete
  - De mal en peor (11 de abril de 2005)
  - A veces oigo voces (18 de abril de 2005)
  - Las dudas de los Hidalgo (25 de abril de 2005)
- Aquí no hay quien viva
  - Érase un administrador (20 de abril de 2005)
  - Érase unos propósitos de Año Nuevo (11 de enero de 2006)
  - Érase una conexión wifi (1 de febrero de 2006)
  - Érase una extradición (6 de abril de 2006)
  - Érase un robot de cocina (27 de abril de 2006)
- Manolo & Benito Corporeision
  - Manolo y Benito Corporeision (25 de diciembre de 2006)
  - Uno de los nuestros (1 de enero de 2007)
  - Las Mirindas de Velázquez (8 de enero de 2007)
  - I loft you (15 de enero de 2007)
  - Los milagros de Milagros (22 de enero de 2007)
  - Benito y el hijo pródigo (29 de enero de 2007)
  - Esta corrala es una ruina (5 de febrero de 2007)
  - Casi todos a la cárcel (12 de febrero de 2007)
  - La habitación del pa-chino (19 de febrero de 2007)
  - Hoy no me quiero ir a currar (26 de febrero de 2007) [nota 6]
  - Un alcalde en la corrala (5 de marzo de 2007)
  - El autor, el autor... (12 de marzo de 2007)
- 20-N: los últimos días de Franco  (película de televisión), (2008)
- Guante blanco
  - El compendium (5 de diciembre de 2008)
- El clavo de oro (película de televisión), (2014)